# Rastislav Kužel
Rastislav Kužel (Šaľa, 4 de abril de 1975) es un deportista eslovaco que compitió en piragüismo en la modalidad de aguas tranquilas.
Ganó una medalla de oro en el Campeonato Mundial de Piragüismo de 2002, en la prueba de K4 200 m, y cinco medallas en el Campeonato Europeo de Piragüismo entre los años 1999 y 2002.

## Palmarés internacional
| Campeonato Mundial | Campeonato Mundial | Campeonato Mundial | Campeonato Mundial |
| Año                | Lugar              | Medalla            | Competición        |
| ------------------ | ------------------ | ------------------ | ------------------ |
| 2002               | Sevilla (España)   | Medalla de oro     | K4 200 m           |
| Campeonato Europeo |                    |                    |                    |
| Año                | Lugar              | Medalla            | Competición        |
| 1999               | Zagreb (Croacia)   | Medalla de bronce  | K4 200 m           |
| 1999               | Zagreb (Croacia)   | Medalla de bronce  | K4 1000 m          |
| 2000               | Poznań (Polonia)   | Medalla de oro     | K4 200 m           |
| 2000               | Poznań (Polonia)   | Medalla de bronce  | K2 200 m           |
| 2002               | Szeged (Hungría)   | Medalla de oro     | K4 200 m           |